# Ballons
Ballons es una pequeña población de 66 habitantes (censo 1999) y comuna francesa, situada en el departamento de la Drôme en la región de Rhône-Alpes. 
Sus habitantes reciben el gentilicio de Ballonnois.

## Demografía
| 192 | 44 | 49 | 53 | 44 | 46 | 66 |
| Para los censos de 1962 a 1999 la población legal corresponde a la población sin duplicidades (Fuente: INSEE [Consultar]) |    |    |    |    |    |    |

## Lugares de interés
- Iglesia y su campanario.